# Doudart de Lagrée (canonnière)
La Doudart de Lagrée était une chaloupe canonnière française construite aux chantiers navals de Nantes en 1908 pour le service de la flottille française de Chine de l'Escadre d'Extrême-Orient. Elle porte le nom de l'officier de marine et explorateur français Ernest Doudart de Lagrée. Elle servit principalement sur le fleuve Yang-Tsé. Elle fut rayée de la flotte française en 1949.

## Histoire

### Construction
Le Royaume-Uni, l'Allemagne et les États-Unis disposent de plusieurs canonnières, surtout depuis la révolte des Boxers, qui naviguent sur le Yang-Tsé-Kiang. Les Français sont plutôt au sud de la Chine avec notamment l’Argus et la Vigilante. Aussi le ministère de la marine décide-t-il de renforcer la présence française qui traditionnellement est protectrice des missions catholiques en Chine, particulièrement depuis l'installation des Missions étrangères de Paris, mais le but est aussi commercial et politique.
La canonnière est construite à Nantes, démontée puis embarquée sur le Kouang-Si le 5 mai 1909. Elle arrive à Shanghai, le 4 juillet suivant. Elle est remontée, puis baptisée Doudart de Lagrée (familièrement la Doudart), en mémoire du célèbre explorateur français mort dans le Yunnan. Les premiers essais ont lieu le 26 août 1909 sous le commandement du capitaine de frégate Louis Audemard. Elle est mise en service en novembre 1909 pour des missions topographiques et des travaux hydrographiques et commence par la région de Chongqing, où elle arrive le 12 novembre. Le 1er décembre, elle est sous le commandement du lieutenant de vaisseau Jeanson, dernier commandant de la canonnière Olry.

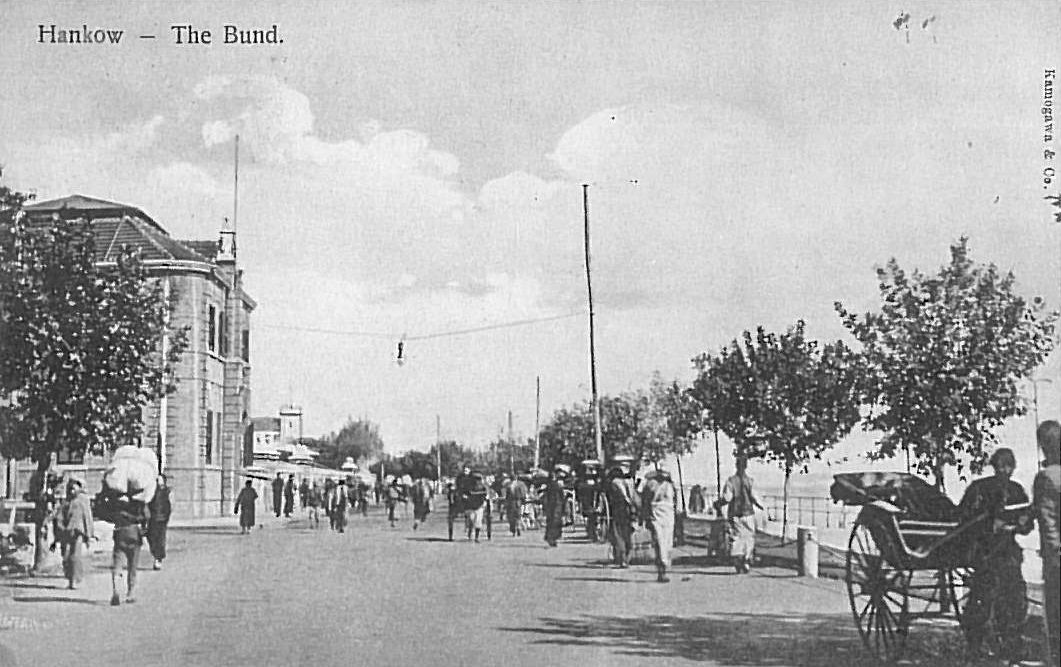
Quai d'Hankéou dans la concession britannique, au bord du Yang-Tsé (carte postale des années 1900).

### Service
Au printemps 1910, la canonnière remonte le fleuve jusqu'à Tchangta, où ont lieu des troubles provoqués par la disette qui frappe tout le Yunnan. Elle appareille le 23 mai, une fois le calme revenu, en direction de Shanghaï. Lors qu’éclate la révolution chinoise de 1911, elle est sous commandement du lieutenant de vaisseau Dupuy-Dutemps. Elle mouille à Chongqing qu'elle a ordre de ne pas quitter à cause des troubles révolutionnaires. Elle y reste du début octobre, jusqu'au début de l'année 1912, puis elle reprend ses missions de surveillance et de service de la poste.
Lorsque la Première Guerre mondiale débute, la Chine est une puissance neutre (elle ne se rangera du côté des Alliés qu'en novembre 1917). Aussi son commandant, le lieutenant de vaisseau Charles Millot (le fameux illustrateur Gervèse), descend sa canonnière de Kiating où elle se trouve le 1er août, jusqu'à Shanghaï, pour désarmer son bateau qui restera au port. Lorsque la Chine entre en guerre, la Doudart de Lagrée est réarmée et modernisée. Elle dispose d'un canon de calibre 75 mm sur l'avant, de deux canons de calibre 37 mm à l'arrière, et de quatre mitrailleuses à chaque coin de sa superstructure. La canonnière quitte Shanghaï, le 20 août 1918 pour reprendre ses missions dans la région du Yang-Tsé. Elle est à Itchang, le 9 septembre, puis à Hankéou (où se trouve une concession française) et à Chongqing le 4 octobre. Elle reste dans la zone jusqu'à la fin de la guerre.
Le 12 août 1921, la Doudart de Lagrée échoue sur un rocher (le Kutse-Liang) à cause du bas niveau des eaux. La canonnière fait eau et passe quinze jours à la limite du naufrage. Lorsque les eaux commencent à remonter, elle part à la dérive, lorsque les aussières cassent le 28 août. La canonnière est sauvée par la canonnière britannique Teal de la classe Woodcock. 
Après avoir été réparée, la canonnière reprend son service. En septembre 1924, elle porte secours du vapeur français Ki-Kin qui est assailli par les troupes républicaines chinoises entre Tchongking et Suifou. Un an plus tard, le 7 novembre 1925, son commandant, le lieutenant de vaisseau Pont, porte assistance au petit vapeur chinois battant pavillon français, le Kiang-King. Le petit bateau s'est échoué sur les rochers de la rive droite du Yang-Tsé à 90 kilomètres en amont d'Itchang, région toujours secouée par troubles révolutionnaires. La canonnière ne prend pas part à l'incident de Wanhsien du 5 septembre 1926, qui oppose les troupes du Kuomintang voulant saisir des navires britanniques, pour en faire des transports de troupes lors de leur « Expédition du Nord », aux forces de l'ordre britanniques de la patrouille du Yang-Tsé. Toutefois, elle parvient à sauver un officier britannique qui la rallie à la nage.
Elle porte aussi de l'aide à la nouvelle canonnière anglaise HMS Peterel en 1930. la canonnière française est en décembre 1932 en carénage à Shanghai, puis elle effectue différentes missions à Shanghai, Nankin, Kiou-Kiang et à Hankéou. Elle navigue essentiellement dans la région de Chongqing. Mais la situation empire avec la mainmise des Japonais. Ainsi, elle est chassée de Shanghaï par les Japonais, le 7 février 1938 et doit se replier à Nankin.
La Doudart de Lagrée est au port de la concession française d'Hankéou, lorsque la déclaration de guerre intervient le 3 septembre 1939. Elle y reste jusqu'au 3 décembre, date à laquelle elle appareille pour Shanghaï. Elle y arrive une semaine plus tard et elle est désarmée.
La canonnière est rayée de la flotte française en juin 1949, au moment de la révolution communiste et prise par les Chinois. Son destin ultérieur est inconnu.

## Caractéristiques
À l'origine
- Déplacement : 243 tonneaux[1]
- Tirant d'eau : 1 mètre[1]
- Vitesse : 14 nœuds[1]
- Équipage : 4 officiers, 55 hommes, au moins 9 chinois en plus[1]
- Armement : 6 canons de 37 mm TR modèle 1885[1]

En 1918
- Déplacement : 250 tonneaux[2]
- Tirant d'eau : 1,20 mètre[2]
- Vitesse : 13 nœuds[2]
- Armement : 1 canon de 75 mm, 2 canons de 37 mm, 4 mitrailleuses mle 1907[2]

## Personnalités ayant servi à son bord
- Commandant Paul Maerten (1896-1970) en 1927-1930